# Laurence Sterne
Pour les articles homonymes, voir Sterne (homonymie).
Laurence Sterne (24 novembre 1713 Clonmel, Irlande - 18 mars 1768 Londres) est un écrivain et membre du clergé britannique. Ses œuvres les plus célèbres sont Vie et Opinions de Tristram Shandy, gentilhomme (The Life and Opinions of Tristram Shandy, Gentleman), et le Voyage sentimental à travers la France et l'Italie (A Sentimental Journey Through France and Italy). Sterne a également publié des sermons, écrit des mémoires et pris part à la vie politique locale. Il meurt à Londres après avoir lutté contre la tuberculose qui mina les dernières années de sa vie.

## Biographie
Laurence Sterne naît dans le comté de Tipperary, en Irlande. Son père est alors enseigne dans l'armée britannique. Envoyé à l'école près de Halifax (Yorkshire) à l'âge de dix ans, il ne voit plus jamais son père. En juillet 1733, âgé de 20 ans, il est admis au Jesus College de Cambridge en tant que sizar (en), c’est-à-dire comme étudiant chargé d’un travail en échange de la gratuité des cours. Il obtient le grade de Bachelor of Arts (licence) en janvier 1737 et revient pendant l'été 1740 pour recevoir le titre de Master of Arts (maîtrise).
Sterne, dont l'arrière-grand-père Richard Sterne avait été archevêque d'York, se tourne vers une carrière ecclésiastique. Il est ordonné diacre en mars 1737 et prêtre en août 1738. Grâce à l'influence de son oncle qui est chanoine d'York, il se voit attribuer une cure près de cette ville, à Sutton-on-the-Forest.
Sterne épouse Elizabeth Lumley en 1741, mais le mariage s'avère rapidement un échec, notamment du fait de la maladie mentale qui frappe Elizabeth. Les Sterne ont deux filles, mais la première meurt à la naissance.
En 1744, il obtient la responsabilité de la paroisse de Stillington (en) et s'investit dans la vie politique, publiant des pamphlets et des textes religieux. Mais, victime de polémiques publiques, il doit renoncer à son espoir d'obtenir un jour l'archevêché de York. En 1759, stimulé par le succès de ses premiers articles, il commence à écrire Tristram Shandy. Le succès est immédiat et considérable. Le baron Fauconberg le récompense en le nommant à la cure de Coxwold, dans le nord du Yorkshire.

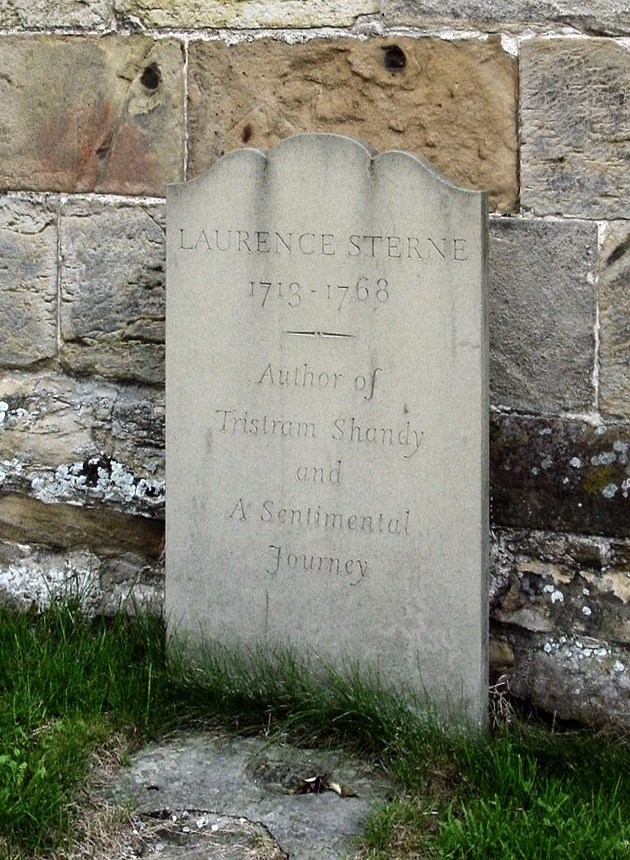
La tombe de Sterne à Coxwold.

Il fait un long séjour en France en 1762, pendant la Guerre de Sept Ans, puis en Italie en 1765, à la recherche d'un climat qui lui permettrait de soigner sa tuberculose. En France aussi, Sterne est acclamé comme l'auteur de génie de Tristram Shandy. En 1767, il rencontre Elizabeth Drapier, l'épouse d'un employé de la Compagnie des Indes orientales. Ils vivent une liaison brève et intense.
En 1768, Sterne publie les deux premiers tomes du Voyage sentimental à travers la France et l'Italie, inspirés par son voyage sur le continent. Il meurt en mars de la même année de la tuberculose dans son logement de Londres, à l'âge de 54 ans. On l'enterre au cimetière de l'église Saint George, à Londres.
Par un curieux tour des choses, digne de Shandy, il semble que la dépouille de Sterne ait été volée peu après son inhumation et vendue à un anatomiste. Quelqu'un qui le connaissait le reconnaît et le fait discrètement ré-inhumer. Lors de travaux dans le cimetière de Saint George dans les années 1960, son crâne est exhumé (de manière plutôt appropriée pour qui s'était choisi le surnom de « Yorick »), partiellement identifié par le fait qu'il était le seul des cinq crânes présents dans la tombe de Sterne à porter des marques de dissection, et les restes sont transférés vers le cimetière de Coxwold en 1969.

## Analyse de l'œuvre

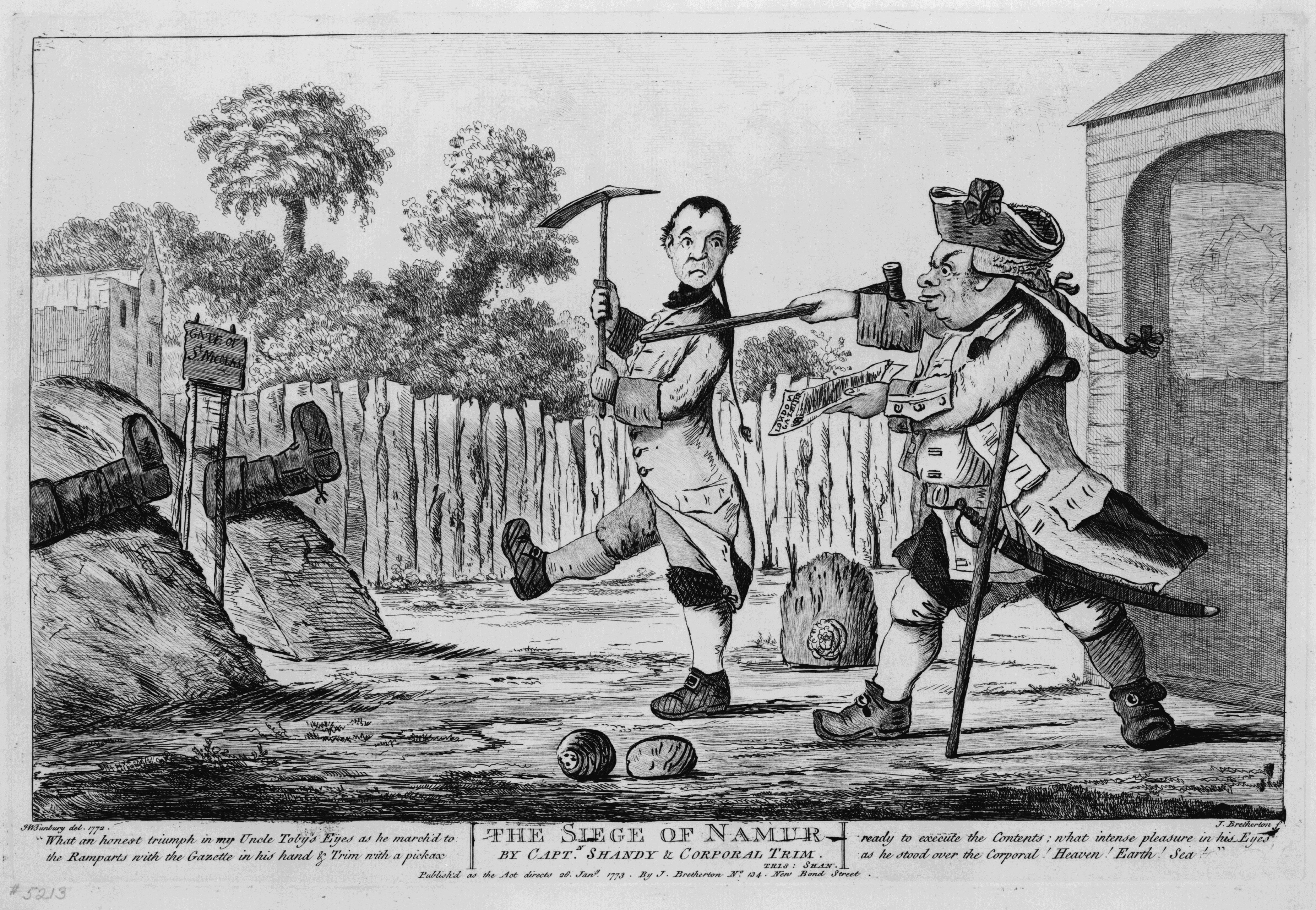
Illustration de Henry William Bunbury pour Tristram Shandy, 1773.

Laurence Sterne fait partie, avec Cervantes et Rabelais qu'il admirait, des fondateurs du roman moderne. Son nom est surtout associé à la technique de narration différée, consistant à repousser indéfiniment le déroulement de l'histoire. Ainsi, si Tristram Shandy s'ouvre sur la conception du héros et narrateur, sa naissance n'intervient que plusieurs centaines de pages plus loin. Cette technique est imitée par Diderot dans Jacques le Fataliste.
L'œuvre de Sterne expérimente les limites de la forme romanesque, aussi bien sur le plan matériel (jeu avec la typographie, pages noires ou marbrées) que par rapport aux autres genres (collage, digressions, commentaires réflexifs). Son style est très imagé et les jeux de mots abondent. Les phrases sont fréquemment interrompues, ce qui renforce le caractère elliptique et allusif de sa prose. Le ton passe sans transition d'un sentimentalisme pré-romantique à l'humour le plus graveleux.
En faisant délibérément du roman un antiroman qui brise les codes narratifs classiques et de ses héros des anti-héros, Sterne pose non seulement le problème du sens ou des ambitions de la littérature, mais aussi redéfinit le rapport des instances narratives (narrateur-narrataire) à l'histoire par le jeu constant des intrusions et la rupture de l'illusion référentielle.

### Postérité

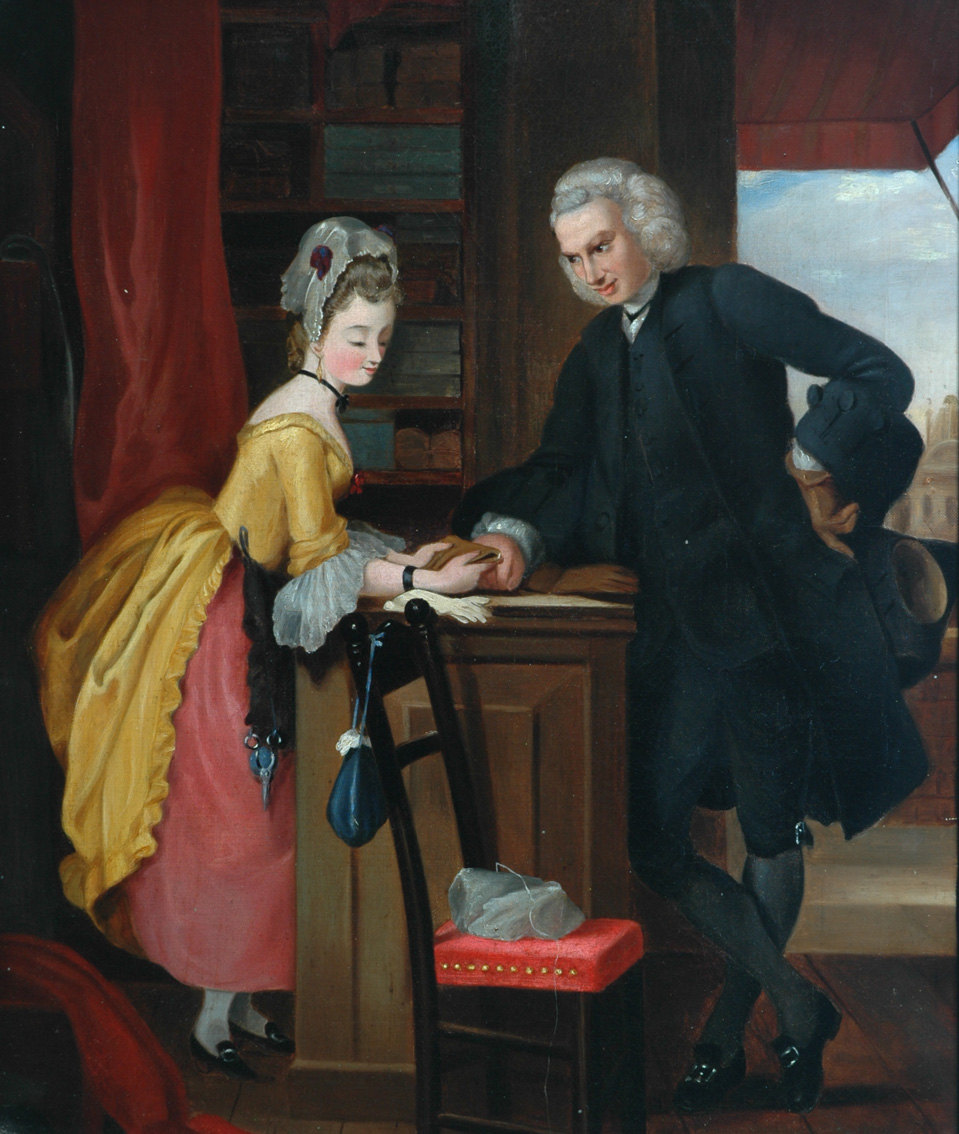
Yorick et la Grisette, 1830
d'après A Sentimental Journey
Gilbert Stuart Newton
Tate Gallery, Londres

Sterne connut de son vivant un succès phénoménal qui s'étendit rapidement à toute l'Europe. Au XIXe siècle, l'engouement pour son œuvre faiblit quelque peu au Royaume-Uni mais resta important ailleurs. Ses audaces littéraires continuent aujourd'hui d'être une source d'inspiration pour de nombreux écrivains. Parmi ceux qui se sont déclarés redevables à Laurence Sterne : Diderot, Jean Paul, Hoffmann, Balzac, Nodier, Machado de Assis, James Joyce, Perec, Milan Kundera, Julián Ríos et Javier Marías. Il a également influencé le Je suis un chat de Natsume Sōseki.

## Ouvrages
- Un roman politique (A political romance, A Political Romance (en)), nouvelle satirique, 1759
- Vie et opinions de Tristram Shandy, gentilhomme, roman, 1759-1767
- Voyage sentimental à travers la France et l'Italie, roman inachevé, 1768
- Correspondance, publication posthume en 1775

### Audio
- Laurence Sterne, France Culture, décembre 2017, 3 épisodes de 58 min. Écouter en ligne